# Летище „Никола Тесла Белград“
Летище „Никола Тесла Белград“ (на сръбски: Међународни аеродром Никола Тесла Београд) е най-голямото летище в Сърбия. Отваря врати през 1910 г. Разположено е на 18 км западно от центъра на сръбската столица. Летището разполага с два терминала. Реконструираният втори терминал отваря на 14 май 2006 г.

## История

### Интернационално летище Белград
Планирано е летището да бъде построено и да пресича река Сава, в община Нови Белград. Отворено е 25 март 1927 година под името Международно летище Белград. От следващата година (1928) започват полетите на местната компания Aeroput. Аеропортът е имал 4 писти, покрити с трева с дължина 1100 – 2900 м. Модерен терминал е построен през 1931 година, а 5 години по-късно е инсталирана и екипировка за кацане при метеорологични лоши условия. До Втората световна война летището е използвано от авиокомпании като Air France, Deutsche Luft Hansa, Imperial Airways, KLM. От април 1941 година немските окупационни сили използват летището. През 1944 година летището е разрушено.
Летището бива отново построено през 1944 година и е използвано от СССР и Югославия. Гражданската авиация и карго полетите се раждат през 1945 г. От 1948 година авиокомпании като JAT Yugoslav Airlines и JUSTA започват да изпълняват полети – вътрешни и международни. Същата година западноевропейските страни възстановяват полетите си до летището.

### Ново летище
Следвоенният период налага изграждането на ново летище и това се превръща в икономически и социален приоритет. През 1947 година започват проучвания и през 1950 година летището е включено в устройствения градски план на Белград. Документът определя бъдещия авиотрафик и включването на летището в световната система. Местоположението на новото летище е на платото Сурчин, на 15 километра разстояние от центъра на града. Благодарение на оригиналността на вижданията на планировачите на летището са изпълнени 2 условия: местоположението благоприятства навигационните, метеорологичните, конструкционните, техническите и трафиковите изисквания; и има място за развитие на летището в дългосрочен план. Планът е летището да има 1 писта, 1 скоростна пътека за рулиране, успоредна на пистата и терминален комплекс. Строежът започва през април 1958 година и приключва на 28 април 1962 година. Построена е 3000 метрова писта, успоредно на нея – и скоростна пътека за рулиране и стоянки за самолетите. Площта на терминала е 8000 м2.

### 1990 – 2011
Летището е в застой по време на Югославските войни. ООН налага санкции на страната, включително и забрана за пътуване със самолет. Летището отчита загуби, както и минимален пътникопоток. Междувременно летището се нуждае от поддръжка.
През 2001 година полетите са възстановени. Терминал 2 претърпява реконструкция. Изградена е нова система CAT IIIb, която позволява кацане по време на мъгли и бури.
През 2006 година летището е преименувано в сегашния си вид – "Международно летище Белград „Никола Тесла“".
През 2007 година е обявено, че терминалите ще бъдат свързани. Построена е нова контролна кула 3 години по-късно.

## Терминали и дестинации
Летището разполага с два терминала и заема площ от около 33 000 км2. Терминалите са разположени непосредствено един до друг, свързани чрез коридор, вторият терминал е по-голям. В първия има ресторанти и магазини. Аеропортът разполага с 27 изхода, 16 от които с ръкави. Бъдещите планове за летището са то да уголеми капацитета си до 10 милиона пътници годишно и допълнителна площ от 17 000 км2.

### Терминал 1
Терминал 1 е единственият терминал при отварянето на летището. От него са се изпълнявали вътрешни полети в бившата СФР Югославия. През 80-те години аеропортът претърпява цялостна реконструкция, следващата такава е през 2002 година. От 1 януари 2010 година терминалът обслужва само нискотарифни компании и чартърни полети.
| Авиокомпания        | Град – Летище |
| ------------------- | --- |
| easyJet Switzerland | Женева |
| Transavia           | Амстердам (от 4 април 2017) |
| Wizz air            | Айндховен, Базел/Мюлхаус, Гьотеборг, Дортмунд, Карлсруе – Баден Баден, Ларнака, Лондон „Лутън“, Малмьо, Малта (от 21 май 2017), Мюхнен „Мемингем“, Нюрнберг (от 19 май 2017), Стокхолм, Париж „Бове“, Фридрихсхафен (от 19 май 2017), Хановер (от 20 май 2017) |

### Терминал 2
Терминал 2 е отворен през 1979 година. Той е реконструиран 2 пъти и отворен отново през 2006 година. Капацитетът му е 5 милиона пътници. Има 33 чек-ин гишета, офиси на авиопревозвачите, трансферни гишета.
| Авиокомпания                  | Град – Летище |
| ----------------------------- | --- |
| Aegan Airlines                | Атина |
| Aeroflot                      | Москва „Шереметиево“ |
| Air Serbia                    | Абу Даби, Амстердам, Атина, Баня Лука, Бейрут, Берлин „Тегел“, Брюксел, Букурещ „Отопени“, Виена, Дюселдорф, Загреб, Истанбул „Ататюрк“, Киев, Копенхаген, Ларнака, Лондон „Хийтроу“, Любляна, Милано „Малпенса“, Москва „Шереметиево“, Ню Йорк, Париж „Шарл дьо Гол“, Подгорица, Прага, Рим „Фиумичино“, Санкт Петербург, Сараево, Скопие, Солун, София, Стокхолм, Тел Авив, Тиват, Тирана, Франкфурт, Хамбург, Цюрих, Щутгарт |
| Alitalia                      | Рим „Фиумичино“ |
| Austrian Airlines             | Виена |
| Etihad Airways                | Абу Даби |
| FlyDubai                      | Дубай „Интърнешънъл“ |
| LOT                           | Варшава |
| Lufthansa                     | Мюнхен, Франкфурт |
| Norwegian Air Shuttle         | Осло, Стокхолм-Арланда |
| Qatar Airways                 | Доха |
| Swiss International Air Lines | Цюрих |
| TAROM                         | Букурещ „Отопени“ |
| Turkish Airlines              | Истанбул „Ататюрк“ |

## Статистики

### Трафик
| Година              | Пътници   | Промяна | Карго (т) | Промяна | Самолетодвижение | Промяна |
| ------------------- | --------- | ------- | --------- | ------- | ---------------- | ------- |
| 2002                | 1 621 798 |         | 6827      |         | 28 872           |         |
| 2003                | 1 849 148 | 14%     | 6532      | 4%      | 32 484           | 13%     |
| 2004                | 2 045 282 | 11%     | 8946      | 37%     | 36 416           | 12%     |
| 2005                | 2 032 357 | 1%      | 7728      | 14%     | 37 614           | 3%      |
| 2006                | 2 222 445 | 9%      | 8200      | 6%      | 42 360           | 13%     |
| 2007                | 2 512 890 | 13%     | 7926      | 3%      | 43 448           | 3%      |
| 2008                | 2 650 048 | 5%      | 8129      | 3%      | 44 454           | 2%      |
| 2009                | 2 384 077 | 10%     | 6690      | 18%     | 40 664           | 8%      |
| 2010                | 2 698 730 | 13%     | 7427      | 11%     | 44 160           | 9%      |
| 2011                | 3 124 633 | 16%     | 8025      | 8%      | 44 923           | 2%      |
| 2012                | 3 363 919 | 8%      | 7253      | 10%     | 44 990           | 0%      |
| 2013                | 3 543 194 | 5%      | 7679      | 6%      | 46 828           | 4%      |
| 2014                | 4 638 577 | 31%     | 10 222    | 33%     | 58 695           | 25%     |
| 2015                | 4 776 110 | 3%      | 13 091    | 28%     | 58 513           | 0%      |
| 2016 (1.1 – 31.10.) | 4 249 497 | 2%      | 11 630    | 15%     | 50 327           | 0%      |

### Най-натоварени маршрути
| Град      | Летище (а)                           | Излитания на седмица (лято 2016) | Авиолинии                                      |
| --------- | ------------------------------------ | -------------------------------- | ---------------------------------------------- |
| Тиват     | Тиват                                | 50                               | Air Serbia, Montenegro Airlines                |
| Подгорица | Подгорица                            | 35                               | Air Serbia, Montenegro Airlines                |
| Виена     | Виена                                | 33                               | Air Serbia, Austrian Airlines                  |
| Москва    | Москва „Шереметиево“                 | 28                               | Aeroflot, Air Serbia                           |
| Истанбул  | Истанбул „Ататюрк“, „Сабиха Гьокчен“ | 25                               | Air Serbia, Pegasus Airlines, Turkish Airlines |